# Gra w chaos

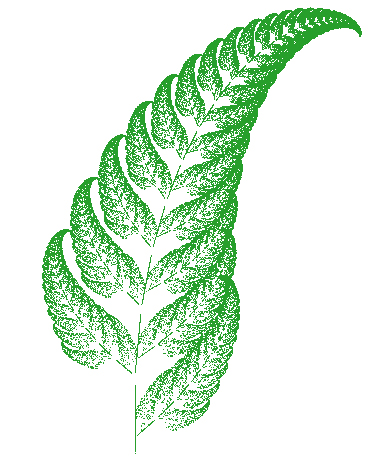
Liść paproci wygenerowany za pomocą gry w chaos

Gra w chaos – algorytm komputerowego generowania obrazów pewnych fraktali. Generuje on przybliżony obraz atraktora lub punktu stałego dowolnego systemu funkcji iterowanych.

## Algorytm
Zaczynając od pewnego punktu {\displaystyle x_{0},} kolejne iteracje są dane przy pomocy wzoru {\displaystyle x_{n+1}=f_{i}(x_{n}),} gdzie {\displaystyle f_{i}(x)} jest jedną z funkcji iterowanych wybieraną niezależnie i losowo dla każdej iteracji. Iteracje zbiegają się do punktu stałego systemu funkcji iterowanych. Jeżeli wartość początkowa {\displaystyle x_{0}} należy do atraktora systemu funkcji iterowanych, wówczas wszystkie punkty {\displaystyle x_{n}} również należą do tego atraktora i z prawdopodobieństwem 1 tworzą w nim zbiór gęsty. Prawdziwy jest znacznie ogólniejszy rezultat.
Twierdzenie o grze w chaos (zob.): Niech {\displaystyle X} będzie przestrzenią metryczną zupełną, zaś {\displaystyle {\mathcal {F}}=\{f_{i}\}_{i=1}^{m}} iterowanym układem funkcyjnym (IFS) złożonym z przekształceń zwężających {\displaystyle f_{i}\colon X\to X.} Niech {\displaystyle x_{n+1}=f_{i_{n}}(x_{n})} będzie orbitą startującą w dowolnym punkcie {\displaystyle x_{0}\in X.} Wówczas atraktor {\displaystyle A} układu {\displaystyle {\mathcal {F}}} (który istnieje w myśl twierdzenia Hutchinsona) odtwarzany jest przez zbiór punktów skupienia {\displaystyle \omega ((x_{n}))=\bigcap _{k=1}^{\infty }{\overline {\{x_{n}:n\geqslant k\}}}} orbity {\displaystyle x_{n}{:}}
- (wersja probabilistyczna) {\displaystyle A=\omega ((x_{n}))} z prawdopodobieństwem 1, jeśli tylko ciąg {\displaystyle i_{n},n=1,2,\dots ,} sterujący wyborem funkcji w n-tym kroku iteracji, jest losowany z użyciem schematu Bernoulliego na zbiorze {\displaystyle \{1,\dots ,m\};}
- (wersja zderandomizowana) {\displaystyle A=\omega ((x_{n})),} jeśli tylko ciąg {\displaystyle i_{n},n=1,2,\dots ,} jest dyzjunktywny nad alfabetem {\displaystyle \{1,\dots ,m\},} tzn. dowolny łańcuch skończony nad {\displaystyle \{1,\dots ,m\}} pojawia się w {\displaystyle i_{n}.}

W przypadku układów kontrakcji wariant probabilistyczny twierdzenia o grze w chaos (używający schematu Bernoulliego) wynika z wariantu dyzjunktywnego. Dzieje się tak, gdyż schemat Bernoulliego generuje ciągi dyzjunktywne prawie na pewno.

## Przykład dla trójkąta Sierpińskiego

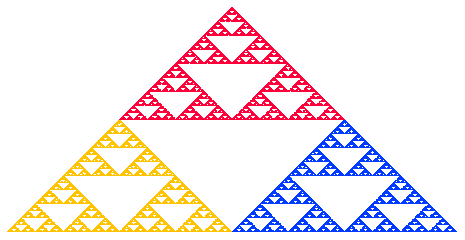
Trójkąt Sierpińskiego

Na początku stawia się na płaszczyźnie 3 dowolne punkty (powinny być niewspółliniowe, gdyż inaczej fraktal zdegeneruje się do odcinka), po czym wybiera sobie kolejny punkt płaszczyzny, zwany punktem gry (game point). Następnie wybiera się dowolny z trzech punktów obranych na samym początku (można je oznaczyć 1, 2 i 3, po czym korzystając z generatora liczb losowych, wybierać je) i stawia punkt w połowie odległości między czwartym punktem a tym wybranym. Powtarza się ten krok, za każdym razem oznaczając punkt leżący dokładnie w połowie odległości między ostatnio postawionym a jednym z trzech pierwszych.
Efektem algorytmu – zakładając, że punkty były losowane z mniej więcej takim samym prawdopodobieństwem – jest pewien wariant trójkąta Sierpińskiego. Jego wierzchołkami są trzy punkty wybrane na samym początku gry.